# Glyphostoma leucum
Glyphostoma leucum is een slakkensoort uit de familie van de Clathurellidae. De wetenschappelijke naam van de soort is voor het eerst geldig gepubliceerd in 1893 door Bush.